# غز (جرغلان)
غز (بالفارسية: گز) هي قرية تقع في إيران في قسم جرغلان الريفي. يقدر عدد سكانها بـ 1,217 نسمة .